# Gustav Adolf Lohse

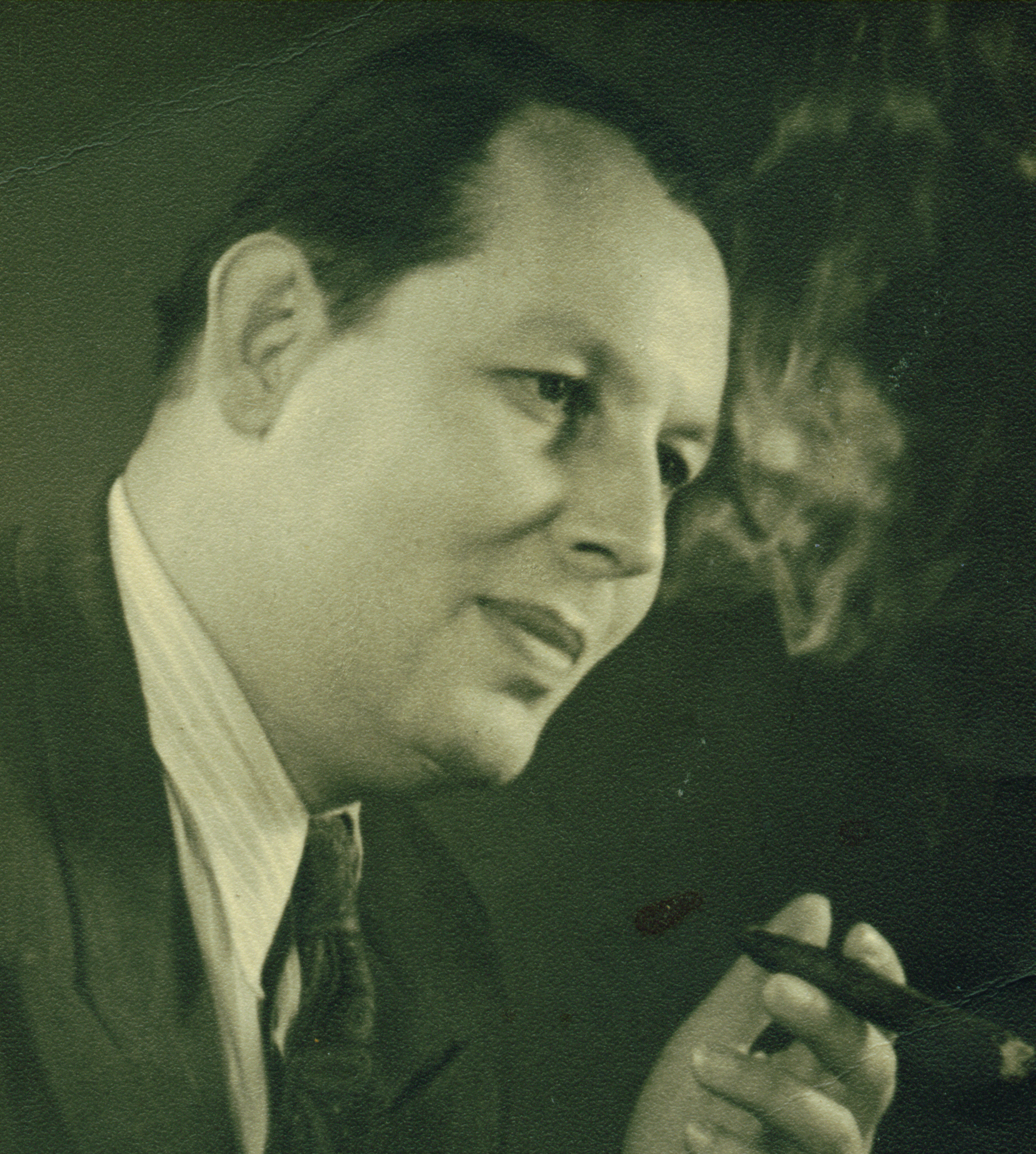
Gustav Adolf Lohse um 1955

Gustav Adolf Lohse (* 27. Dezember 1910 in Hamburg-Uhlenhorst; † 30. April 1994 in Hamburg) war ein deutscher Zahnarzt und Koleopterologe. Zusammen mit Heinz Freude und Karl Wilhelm Harde war er Herausgeber des mehrbändigen Standardwerks Die Käfer Mitteleuropas.

## Leben
Der Sohn des Kunsthändlers Gustav Lohse und seiner Ehefrau Elfriede geborene Leseberg studierte nach dem Abitur in Hamburg und München Zahnheilkunde. Er wurde 1933 nach seiner Dissertation mit dem Thema Zum heutigen Stand der Cariesforschung zum Doktor der Zahnmedizin (Dr. med. dent.) promoviert. Er führte dann ab 1934 in Hamburg eine Zahnarztpraxis mit bescheidenem Einkommen, weil ihm aufgrund seiner Einstufung als „Halbjude“ wegen seiner jüdischen Mutter die Kassenzulassung verwehrt worden war.
1936 lernte Lohse Erika Riebe kennen, die Mutter seiner 1938 geborenen Tochter Marlies. Er erhielt aber wegen der nationalsozialistischen Rassegesetze keine Heiratserlaubnis. 1940 wurde er zur Wehrmacht eingezogen, aber schon 1941 wegen sogenannter „Wehrunwürdigkeit“ wieder entlassen. Man verpflichtete ihn zu Arbeiten wie dem Aufräumen nach Bombenangriffen, der Bergung von Leichen und dem Bau von Barrikaden. 1944 wurde ihm die Weiterführung seiner Zahnarztpraxis untersagt.
Nach Kriegsende konnte er die Praxis wieder öffnen und seine Lebensgefährtin heiraten, wobei die Ehe rückwirkend legalisiert wurde. 1946 wurde sein Sohn Ulrich geboren. 1974 zwang ihn eine Erkrankung an Lymphdrüsenkrebs zur Aufgabe seiner Zahnarztpraxis. Dank einer neuen Chemotherapie überwand er seine Krankheit.

## Wissenschaftliche Arbeit
Lohse hatte als 13-Jähriger mit dem Käfersammeln begonnen und setzte diese Tätigkeit und die wissenschaftliche Bearbeitung der Käfer sein gesamtes Leben lang fort. Seine erste koleopterologische Publikation erschien 1938 und trug den Titel 3 neue Arten der hiesigen Fauna.
1940 trat er dem Verein für naturwissenschaftliche Heimatforschung in Hamburg bei, dessen erster Vorsitzender er nach dem Krieg jahrzehntelang war. 1954 wurde er Schriftleiter der koleopterologischen Zeitschrift Entomologische Blätter. Er übte dieses Amt bis 1991 aus und prägte den Inhalt dieser Zeitschrift entscheidend.
Nachdem er sich jahrelang auf die faunistische Erforschung norddeutscher Käfer beschränkt hatte, erhielten seit Ende der 50er Jahre seine taxonomischen Arbeiten immer größere Bedeutung. Lohses Vorliebe galt den mitteleuropäischen Kurzflüglern (Staphylinidae) und speziell den holarktischen Aleocharinae und der Gattung Lesteva. Insgesamt beschrieb Lohse in 282 Publikationen koleopterologischen Inhalts 8 Gattungen bzw. Untergattungen und 143 neue Arten bzw. Unterarten.
Seine größte Leistung dürfte die Mitherausgabe des mehrbändigen Standardwerkes Die Käfer Mitteleuropas sein. Er hatte entscheidenden Anteil an der Verwirklichung des umfangreichen Werkes, auch indem er einen großen Teil selbst dazu beitrug. Mehrfach übernahm er selbst die Bearbeitung von schwierigen Gruppen, wenn es nicht gelang, dafür einen Spezialisten zu finden.
1977 wurde ihm in Anerkennung seiner Verdienste auf dem Gebiet der systematischen Entomologie von der Universität Hamburg die Würde eines Doctor honoris causa verliehen. 1980 erhielt er die Fabricius-Medaille der Deutschen Entomologischen Gesellschaft, 1986 die Ehrenmedaille für hervorragende Leistungen auf dem Gebiet der Entomofaunistik auf Beschluss des Internationalen Komitees des XI. Symposiums über Entomofaunistik in Mitteleuropa. 1989 folgte die Auszeichnung mit dem Ernst-Jünger-Preis für Entomologie des Landes Baden-Württemberg.